# Eike Batista
Eike Batista (Governador Valadares, 1956. november 3. –) brazil üzletember. 2010-ben és 2011-ben ő volt a világ 8. leggazdagabb embere.
Az EBX Group elnöke. Német és portugál ősei is voltak.